# Britse hockeyploeg (vrouwen)
De Britse hockeyploeg voor vrouwen is de nationale ploeg die Groot-Brittannië vertegenwoordigt tijdens interlands in het hockey. De hockeyploeg doet enkel mee aan de Olympische Spelen en soms aan de Champions Trophy. Aan de overige kampioenschappen (inclusief de meeste edities van de Champions Trophy) doen Engeland, Wales en Schotland als afzonderlijke landen mee en vormt Noord-Ierland samen met Ierland een verenigd Iers hockeyteam. Het team staat niet genoteerd op de FIH-wereldranglijst.
Het Britse team kwam zeven keer uit op de Olympische Spelen waarbij eenmaal goud en twee keer brons werd gehaald; de titel in 2016 en brons in 1992 in Barcelona en in 2012 in eigen huis. Aan de Champions Trophy nam het vijf keer deel, voor het laatst in 2012. De tweede plaats was de beste notering.

## Erelijst Britse hockeyploeg
| Jaar | Champions Trophy      | Europees kampioenschap | Olympische Spelen      | Wereldkampioenschap    | Hockey World League Hockey Pro League |
| ---- | --------------------- | ---------------------- | ---------------------- | ---------------------- | ------------------------------------- |
| 1971 |                       |                        |                        | geen deelname IFWHA WK |                                       |
| 1972 |                       |                        |                        | geen deelname          |                                       |
| 1974 |                       |                        |                        | geen deelname          |                                       |
| 1975 |                       |                        |                        | geen deelname IFWHA WK |                                       |
| 1976 |                       |                        |                        | geen deelname          |                                       |
| 1978 |                       |                        |                        | geen deelname          |                                       |
| 1979 |                       |                        |                        | geen deelname IFWHA WK |                                       |
| 1980 |                       |                        | boycot OS 1980 Moskou  |                        |                                       |
| 1981 |                       |                        |                        | geen deelname          |                                       |
| 1983 |                       |                        |                        | geen deelname          |                                       |
| 1984 |                       | geen deelname          | geen deelname          |                        |                                       |
| 1985 |                       |                        |                        |                        |                                       |
| 1986 |                       |                        |                        | geen deelname          |                                       |
| 1987 | 5e CT 1987 Amstelveen | geen deelname          |                        |                        |                                       |
| 1988 |                       |                        | 4e OS 1988 Seoel       |                        |                                       |
| 1989 | 4e CT 1989 Frankfurt  |                        |                        |                        |                                       |
| 1990 |                       |                        |                        | geen deelname          |                                       |
| 1991 | geen deelname         | geen deelname          |                        |                        |                                       |
| 1992 |                       |                        | OS 1992 Barcelona      |                        |                                       |
| 1993 | 6e CT 1993 Amstelveen |                        |                        |                        |                                       |
| 1994 |                       |                        |                        | geen deelname          |                                       |
| 1995 | geen deelname         | geen deelname          |                        |                        |                                       |
| 1996 |                       |                        | 4e OS 1996 Atlanta     |                        |                                       |
| 1997 | 5e CT 1997 Berlijn    |                        |                        |                        |                                       |
| 1998 |                       |                        |                        | geen deelname          |                                       |
| 1999 | geen deelname         | geen deelname          |                        |                        |                                       |
| 2000 | geen deelname         |                        | 8e OS 2000 Sydney      |                        |                                       |
| 2001 | geen deelname         |                        |                        |                        |                                       |
| 2002 | geen deelname         |                        |                        | geen deelname          |                                       |
| 2003 | geen deelname         | geen deelname          |                        |                        |                                       |
| 2004 | geen deelname         |                        | geen deelname          |                        |                                       |
| 2005 | geen deelname         | geen deelname          |                        |                        |                                       |
| 2006 | geen deelname         |                        |                        | geen deelname          |                                       |
| 2007 | geen deelname         | geen deelname          |                        |                        |                                       |
| 2008 | geen deelname         |                        | 6e OS 2008 Peking      |                        |                                       |
| 2009 | geen deelname         | geen deelname          |                        |                        |                                       |
| 2010 | geen deelname         |                        |                        | geen deelname          |                                       |
| 2011 | geen deelname         | geen deelname          |                        |                        |                                       |
| 2012 | CT 2012 Rosario       |                        | 3e OS 2012 Londen      |                        |                                       |
| 2013 |                       | geen deelname          |                        |                        | geen deelname                         |
| 2014 | geen deelname         |                        |                        | geen deelname          |                                       |
| 2015 |                       | geen deelname          |                        |                        | 7e HWL 2014-15                        |
| 2016 | 5e CT 2016 Londen     |                        | OS 2016 Rio de Janeiro |                        |                                       |
| 2017 |                       | geen deelname          |                        |                        | geen deelname                         |
| 2018 | geen deelname         |                        |                        | geen deelname          |                                       |
| 2019 |                       | geen deelname          |                        |                        | 8e HPL 2019                           |
| 2021 |                       | geen deelname          | OS 2020 Tokio          |                        | HPL 2020                              |
| 2022 |                       |                        |                        | geen deelname          | geen deelname                         |
| 2023 |                       | geen deelname          |                        |                        | 6e HPL 2023                           |
| 2024 |                       |                        | 8e OS 2024 Parijs      |                        | 7e HPL 2024                           |
| 2025 |                       | geen deelname          |                        |                        | geen deelname                         |

In 1975 deed een team van Groot-Brittannië en Ierland met spelers tot 23 mee aan het wereldkampioenschap. Het team werd 13e. In 1980 trok het team zich terug van de Olympische Spelen vanwege de internationale boycot.
1980: Zimbabwe ·
1984: Nederland ·
1988: Australië ·
1992: Spanje ·
1996: Australië ·
2000: Australië ·
2004: Duitsland ·
2008: Nederland ·
2012: Nederland ·
2016: Groot-Brittannië ·
2020: Nederland ·
2024: Nederland